# 178226 Rebeccalouise
178226 Rebeccalouise este un asteroid din centura principală de asteroizi.

## Descriere
178226 Rebeccalouise este un asteroid din centura principală de asteroizi. A fost descoperit pe 9 noiembrie 2006 la Apache Point Observatory în cadrul programului Sloan Digital Sky Survey. Asteroidul prezintă o orbită caracterizată de o semiaxă mare de 2,42 ua, o excentricitate de 0,12 și o înclinație de 2,2° în raport cu ecliptica.